# Zisterzienserinnenabtei Félipré
Die Zisterzienserinnenabtei Félipré (auch: Félix-Pré) war von 1200 bis 1796 ein Kloster der Zisterzienserinnen in Givet, Département Ardennes, in Frankreich. Von 1462 bis 1465 waren jedoch Zisterziensermönche am Ort.

## Geschichte
In einer Zeit, in der die Nordspitze des heutigen Départements Ardennes zum Bistum Lüttich gehörte, stiftete einer der Herren von Rochefort unweit der Maas das zisterziensische Nonnenkloster Felix Pratum (Félipré), das 1206 das in Rochefort gestiftete Kloster Saint-Rémy besiedelte. 1462 wurde Félipré an Zisterziensermönche abgegeben, doch kam es drei Jahre später zu einem von der Ordensleitung angeordneten Austausch. Die Mönche von Félipré wurden zur Rettung des daniederliegenden Klosters Saint-Rémy nach Rochefort verpflanzt, und die dort lebenden Zisterzienserinnen nach Félipré umgesiedelt, wo sie bis zur Klösteraufhebung im Zuge des Vorrückens der Französischen Revolution im Jahre 1796 verblieben. Es ist bekannt, dass die Abteikirche 1823 noch stand. Heute sind von der Abtei keine Reste übrig. Das letzte verbliebene Tor wurde 2012 verkauft und abgetragen, die letzte Grangie 2015. Zu den bekannteren Insassen des Klosters gehörte die 1617 im Geruch der Heiligkeit verstorbene Nonne Anne Bienne aus Dinant (Profess 1564). 